# Чёрная Речка (посёлок, Томская область)
Чёрная Речка — упразднённый посёлок в Томском районе Томской области России. Входил в состав Итатского сельского поселения. Население — 0 чел. (2021) .
Упразднён в 2024 году.

## География
Находится на юго-востоке региона, на северо-востоке района, в лесной местности, у реки Чёрная (приток Малой Юксы). К юго-западной окраине примыкает обезлюдевший посёлок Южный.

## История
До 1961 года входил посёлок в состав Двухреченского сельсовета. Из него, решением облисполкома № 8 от 10 января 1961 г., в состав Итатского сельсовета переданы населённые пункты: Чёрная речка, а также Южный, Каракозово, Ипачевка, Ключевский, Корюкинка, 2, 21, 135, 149 километры железной дороги.
В соответствии с Законом Томской области от 12 ноября 2004 года № 241-ОЗ посёлок вошёл в образованное муниципальное образование Итатское сельское поселение.

## Население
| 2002 | 2008 | 2009 | 2010 | 2011 | 2012 | 2013 | 2014 | 2015 |
| ---- | ---- | ---- | ---- | ---- | ---- | ---- | ---- | ---- |
| 182  | ↘0   | →0   | →0   | →0   | ↗6   | ↗23  | ↘22  | ↗35  |
| 2021 |      |      |      |      |      |      |      |      |
| ↘0   |      |      |      |      |      |      |      |      |

## Инфраструктура
Лесное хозяйство.

## Транспорт
Просёлочные дороги.